# Hitomi (sonda)
Hitomi (japonsky ひとみ, doslova zornice) nebo také ASTRO-H či Nový rentgenový teleskop (NeXT) byl rentgenový astronomický satelit vyrobený japonskou kosmickou agenturou JAXA. Jeho úkolem bylo sledovat extrémně energetické procesy ve vesmíru. Observatoř byla navržena tak, aby navazovala na výzkum prováděný americkým satelitem Advanced Satellite for Cosmology and Astrophysics. Měl zkoumat tvrdé rentgenové záření na energiích vyšších než 10 keV. Satelit se původně nazýval Nový rentgenový teleskop, v okamžiku startu byl jeho volací znak Astro-H a po dosažení oběžné dráhy a rozvinutí solárních panelů byl přejmenován na Hitomi, tento název odkazuje na zornici a legendu o malování čtyř draků, z nichž dva dostali oči a odletěli do nebe, další dva zůstali bez očí, a proto zůstali nehybní na obraze jako součást umění. Sonda odstartovala 17. února 2016, kontakt s ní byl ztracen 26. března 2016 po několika incidentech s řídícím systémem, jejichž následkem došlo k nekontrolované rotaci a rozpadu slabých prvků teleskopu.

## Cíle mise
Mez cíle mise patřilo prozkoumat velkorozměrové struktury vesmíru a vývoj kosmu, dále rozložení temné hmoty uvnitř kup galaxií a vývoj těchto galaktických kup. V neposlední řadě měla sonda prozkoumat i chování hmoty v silném gravitačním poli (mapříklad při oběhu a pádu do černých děr), zkoumání fyzikálních podmínek v oblastech v nichž vzniká kosmické záření nebo pozorování supernov.
Aby teleskop tyto úkoly mohl splnit, byl navržen tak aby dokázal dělat následující úkony:
- Zobrazovací a spektroskopická měření v tvrdém rentgenovém záření.
- Spektroskopická pozorování s vysokým rozlišením pomocí mikro-kalorimetru.
- Citlivé širokopásmové pozorování v rozsahu energií 0,3–600 keV.

Jednalo se o šestý japonský rentgenový teleskop, z nichž první byl vypuštěn v roce 1979. Teleskop Hitomi byl navržen tak, aby mohl pozorovat zdroje o řád slabší než jeho předchůdce, teleskop Suzaku. Plánovaná délka mise byla 3 roky. V roce 2016, kdy došlo ke startu byly ve vesmíru další dva velké rentgenové teleskopy Rentgenová observatoř Chandra a XMM-Newton, které oba odstartovaly v roce 1999.

## Vybavení
Na palubě sondy se nacházelo 6 přístrojů a 4 detektory, které umožňovaly pozorování od měkkého rentgenového záření až po gama záření s vysokým energetickým rozlišením. Teleskop byl postaven v Japonsku, podílelo se na něm ale i 70 institucí z dalších zemí, zejména z USA, Kanady a Evropy a 160 vědců. Teleskop byl dlouhý asi 14 metrů a vážil 2 700 kilogramů, šlo tedy o nejtěžší japonský rentgenový teleskop.
Satelit Hitomi obsahoval dva rentgenové teleskopy zaměřené na měkké rentgenové záření. Tyto měly ohniskovou vzdálenost 5,6 metru, které zaměřovaly světlo na spektrometr dodaný americkou NASA s energetickým rozsahem 0,4-12 keV s vysokým rozlišením a zobrazovač měkkého rentgenového záření pro energie 0,3-12 keV.
Dále satelit obsahoval dva teleskopy zaměřené na tvrdé rentgenové záření s ohniskovou vzdáleností 12 metrů, které zaměřovaly světlo na rentgenové zobrazovače s energetickým rozsahem 5–80 keV, které byly namontovány na desce umístěné na konci rozšířené šestimetrové optické lavice nasazené poté co družice dosáhla oběžné dráhy. Kanadská kosmická agentura dodala metrologický systém, přesněji laser, který měl být použit pro měření deformací v roztažné optické lavici.
Na obou stranách satelitu byly umístěny dva detektory gama záření, z nichž každý obsahuje tři jednotky. Jejich energetický rozsah byl 60–600 keV, tedy v oblasti měkkého gama záření. Nizozemský institut pro kosmický výzkum ve spolupráci s Ženevskou univerzitou dodala kalibrační zdroj pro spektrometry.

## Start
V termínu startu několikrát došlo k odkladu, v roce 2008 se předpokládal start v roce 2013, kdy byl ale start přeložen na rok 2015 a tehdy byl znovuodložen na následující rok 2016. Původní termín startu v roce 2016 byl 12. únor, nakonec ale kvůli špatnému počasí došlo k odkladu o 5 dní na finální datum startu 17. února.
Start družice Hitomi proběhl 17. února v 8:45 UTC. Místem startu byl kosmodrom Tanegašima, použitá raketa H-IIA. 14 minut po startu došlo k oddělení satelitu od nosné rakety, rozvinutí solárních panelů a umístění satelitu na nízkou oběžnou dráhu ve výšce asi 575 km, se sklonem 31 stupňů k rovníku.

## Ztráta satelitu
27. března 2016 oznámila JAXA, že se satelitem Hitomi ztratila spojení v 7:40 UTC. Později americká NASA na Twitteru oznámila, že 26. března pozorovala rozpad satelitu na 5 kusů v 8:20 UTC a že současně došlo k náhlé změně oběžné dráhy. Pozdější analýzou bylo zjištěno, že fragmentace začala 26. března v 1:42 UTC, avšak neexistují žádné důkazy o zasažení satelitu úlomky. Mezi 26. a 28. březnem JAXA ohlásila tři krátké signály od satelitu. Signály však byly zjištěny na jiných frekvencích než se očekávalo u Hitomi a pozdější analýzou bylo zjištěno, že tyto signály byly sice skutečné, avšak nepocházely z Hitomi, ale z neznámého radiového zdroje neregistrovaného u Mezinárodní telekomunikační unie.
JAXA uvedla, že pracuje na obnovení komunikace se satelitem, ale že to bude vyžadovat měsíce práce. Původní předpoklad byl, že komunikace byla ztracena z důvodu úniku helia nebo výbuchu baterie, které způsobily rotaci sondy, nikoli však její zánik. JAXA 1. dubna oznámila, že satelit Hotomi ztratil orientaci 25. března v 19:10 UTC, ale že předtím nebyly zaznamenány problémy ani s baterií, ani s heliem.
Ve stejný den, tedy 1. dubna byla uvolněna data pro 10 pozorovaných úlomků, o 5 více než bylo původně hlášeno, včetně jednoho kusu tak velkého, že mohl být zaměněn se satelitem. Amatérští pozorovatelé oblohy viděli dva objekty z nichž jeden seotáčel každé 1,3 až 2,6 sekundy, druhý potom jednou za deset sekund.
JAXA přestala s úsilím o znovunavázání spojení se satelitem 28. dubna 2016 a místo toho zahájila vyšetřování. Bylo zjištěno, že řetěz událostí vedoucích ke ztrátě satelitu začal u inerciální referenční jednotky, ukazující rotaci o 21,7 stupňů za hodinu, ačkoli satelit byl ve skutečnosti stabilní. Systém řízení letové polohy se snažil reagovat na tuto neexistující rotaci tím, že sondu roztočil v opačném směru. Vzhledem ke skutečnosti, že referenční jednotka nadále hlásila chybná data, reakce systému řízení se začaly nadměrně hromadit, což vedlo k přepnutí satelitu do bezpečnostního režimu. Systém řízení se následně pokusil využít rakety ke stabilizaci polohy, senzor Slunce nebyl schopen ustálit polohu na Slunce, což vedlo k ještě rychlejší rotaci, kvůli nesprávnému nastavení softwaru. Vzhledem k této nadměrné rychlosti rotace satelitu se 26. března několik jeho části odtrhlo, pravděpodobně včetně solárních panelů a prodloužené optické hlavice.